# Léo Noël
Léo Noël est le nom d'artiste de Élie Ozeranski, né en 1913 et mort subitement le 18 février 1966. C'est un chanteur, musicien, goguettier, tourneur d'orgue de Barbarie et un animateur du Cabaret L'Écluse qu'il cofonda en 1951. Son nom est indissociable de l'histoire de la chanson Rive Gauche.

## Biographie
Sa carrière commence avant la Deuxième Guerre mondiale, après avoir abandonné ses études de violon. Il participe aux activités de la goguette révolutionnaire de la Muse rouge. Il chante en duo avec Francis Lemarque dans les années 1938-1939 pour remplacer Maurice Lemarque, le frère de Francis appelé sous les drapeaux. Ce duo, qui conserve son nom d'origine « Les frères Marc » se retrouve ainsi en tournée avec Pierre Dac, Paul Meurisse, et avec, pour pianiste, Joseph Kosma qui l'appellera en 1950 pour enregistrer un titre de bande son du film d'animation La Bergère et le ramoneur, qu'il vient de composer. Après la guerre, il s'achète un orgue de barbarie et se crée un personnage qu'il façonnera à la Prévert avec ses accessoires fétiches : pull et pantalon noir, chapeau melon gris. Et d'ailleurs, en 1953, il enregistrera avec Fabien Loris un texte de Prévert : l'addition. Il se fait alors l'interprète de chanson de Mac Orlan, Charles Trenet, Kurt Weil, Kosma, se produit chez Agnès Capri et au Lapin Agile.
En 1951, il crée le Cabaret L'Écluse, avec André Schlesser, Marc Chevalier et Brigitte Sabouraud. « De 1951 à 1966, date de sa mort, Léo Noël sera le principal animateur de l'Écluse ». En 1958, Léo Noël, chanteur déclamant avec son orgue de barbarie et animateur en chef du cabaret, présente alors la chanteuse Barbara, égérie du cabaret, sous le nom de « La chanteuse de minuit ». En 1966, son décès brutal obligera le duo Marc Chevalier et André Schlesser, ses associés du cabaret, à prendre la relève et à lui succéder jusqu’à la fin du cabaret en 1975.
Sa chanson Tout ça parce qu'au bois de Chaville, composée en 1953 par Pierre Destailles (paroles) et Claude Rolland (musique), eut un grand succès populaire. Elle fut aussi interprétée par, entre autres Odette Laure, Jacques Pills, Henri Decker, Jean Lumière, Caroline Cler, Luc Barney, entre autres, sans oublier l'auteur de la chanson Pierre Destailles. Léo Noël connait le succès avec son orgue de barbarie, notamment car il jouait en salle une musique populaire alors que l'usage en extérieur était très réglementé ; réglementation que faisaient d'ailleurs appliquer, au pied de la lettre, les différents préfets de Paris en l'absence d'un seul maire pour la Capitale à cette époque. Militant anarchiste, il côtoya Léo Ferré à plusieurs reprises.
Interprète de nombreuses chansons, Léo Noël est une figure discrète mais non moins incontournable dans l'histoire de la chanson rive gauche. Accompagné de son orgue de Barbarie, il demeure le symbole du chanteur des rues, espèce, hélas, presque disparue aujourd'hui sauf à l'occasion de certaines fêtes locales où certains tentent de faire revivre cet instrument de tradition populaire. Il meurt subitement en 1966. Le Monsieur Loyal légendaire du Cabaret L'Écluse n'aura pas le temps de faire ses adieux à la scène. Il repose dans la 24e division du cimetière parisien de Saint-Ouen (Seine-Saint-Denis) (partie récente).

## De mémoire de cabaret
- « Au 7, Place du Calvaire « Chez Plumeau », Jean Méjean, directeur de ce lieu en 1957 avait une affiche incroyable composée de Léo Noël, le célèbre chanteur à l’orgue de Barbarie cofondateur de l’Écluse, de Catherine Sauvage, de Jean-Marie Proslier, de Raymond Devos et de Léo Ferré accompagné au piano par Paul Castanier. Ce cabaret changea souvent de mains. C’est aujourd’hui un restaurant avec terrasse »[10].
- Claude Leconte, journaliste et ami de Léo Noël écrira dans son article Souvenirs, souvenirs… ? paru au journal L'Humanité en 1996 : « Léo Noël, trop tôt disparu également, mais dont on n’oubliera pas la mince silhouette noire, le chapeau melon et l’orgue de barbarie dont il arrachait les complaintes que l’on croit entendre encore. Léo, c’était aussi l’Écluse. « Tu vois, disait-il, en montrant une table dans le coin, c’est la place de Louis et d’Elsa », Louis Aragon et Elsa Triolet, passionnés de chanson, encourageant Jean Ferrat à prendre dans l’œuvre du poète tous les textes qu’il souhaiterait ».

## Enregistrements de Léo Noël et son Orgue de Barbarie
Enregistrements au format Lp 78 (25 cm)
- 1946 : J'ai toujours cru qu'un baiser[11] (Disques Edison Bell 836)

1. J'ai toujours cru qu'un baiser (A1) ∫ de .
2. … (B1)  ∫ de .

Léo Noël chant, et …. (Supposé paru en 1946 : Date de sortie non connue avec précision).
- 1947 : Le chant des partisans[12] (Disques Le Chant du monde - Chant du Monde 1523)

1. Le chant des partisans (A1) ∫ de Maurice Druon -Joseph Kessel - Anna Marly.
2. Rendez-vous avec la liberté (B1)  ∫ de Gil Renaud - Philippe-Gérard.

Léo Noël chant, et l'Orchestre de Guy Luypaerts. 
- 1948 : La musique à personne[13] (Disques  Decca DECCA S 110)

1. La musique à personne (A1) ∫ de Paul Durand - Henri Contet.
2. Plaisirs des bois (B1)  ∫ Adaptation R. Jacobs.

Léo Noël chant, et son orgue de barbarie. (Numéros de matrice : P 19, P 20) 
- 1948 : Tout le long des rues[14] (Disques  Decca DECCA SF144)

1. Tout le long des rues (A1) ∫ de Jacques Larue - Norbert Glanzberg.
2. Un air d'autrefois (B1)  ∫ de Florence Véran - Henri Kubnick.

Léo Noël chant, et son orgue de barbarie. 
- 1948 : Ce soir à Paris[15] (Disques  Decca Decca SF 184)

1. Ce soir à Paris (A1) ∫ de .
2. Moi j'aime (B1)  ∫ de .

Léo Noël chant.  Raymond Legrand, direction d'orchestre. 
- 1952 : L'âme des poètes[16] (Disques  Decca DECCA MF21592)

1. L'âme des poètes (A1) ∫ de Charles Trenet .
2. L'orgue des amoureux  (B1)  ∫ de Varel, Bailly, F. Carco.

Léo Noël chant, et son orgue de barbarie. 
- 1952 : La complainte des infidèles[17] (Disques  Decca DECCA MF21593)

1. La complainte des infidèles (A1) ∫ de Georges Van Parys - Carlo Rim.
2. J'suis millionnaire (B1)  ∫ de Jacques Larue - Louis Ferrari.

Léo Noël chant, et son orgue de barbarie. 
- 1955 : Le manège des beaux jours[18] (Disques Pathé PG 967)

1. Le manège des beaux jours (A1) ∫de Jan Setti et Jan Stevens.
2. Souviens-toi mon amie (B1)  ∫de Bernard Michel et Jean-Claude Roc.

Léo Noël chante en s'accompagnant de son orgue de barbarie. 
- 1955 : Le chemin des forains[19] (Disques Pathé PG 968)

1. Le chemin des forains (A1) ∫de Drejac et Henri Sauguet.
2. Chanson pour l'auvergnat  (B1)  ∫de Georges Brassens.

Léo Noël chante en s'accompagnant de son orgue de barbarie. 
- 1950 : 25 titres recensés

1. Quatre heures du matin (1938) ∫ Paroles de Fernand Rivers, Jean Nohain. Musique d'Henry Verdun
2. Tout ça parce qu'au bois de Chaville ∫ composé par Pierre Destailles et Claude Rolland.
3. L'Orgue des amoureux
4. Plaisir des bois
5. La Musique à personne
6. Tout le long des rues
7. Le Manège des beaux jours
8. Un Air d'autrefois
9. Sous les ponts de Paris
10. La Valse brune
11. Moi j'aime
12. Le Mendiant de Charonne
13. Voyage au bout de la rue
14. Chanson pour l'auvergnat  ∫ composé par Georges Brassens.
15. L'Ame des Poêtes
16. La Goualante du pauvre Jean
17. La Complainte des infidèles
18. Mon Pote le Gitan
19. Ce Soir à Paris
20. Sur le Pont du nord
21. Les Rues de Paris
22. J'suis millionnaire
23. La Chanson de mon quartier
24. La Chanson des forains
25. Souviens-toi mon amie

Léo Noël chante en s'accompagnant de son orgue de barbarie. 24 titres constituant semble-t-il l'intégralité des enregistrements de Léo Noël au format 78 tours. Recensement de titres autour de 1938 à 1954.
Enregistrements au format Single 45 (7")
- 1958 : Grand-Père[20] (Disques RGM - RGM S1116)

1. Grand-Père (A1) ∫ de Georges Brassens .
2. Marinette (B1)  ∫ de Georges Brassens.

Léo Noël chant, accompagné par Jean Claudric et son Orchestre. 
- 1958 : Les Lilas[21] (Disques RGM - RGM S1117)

1. Les Lilas (A1) ∫ de Georges Brassens .
2. Le vin (B1)  ∫ de Georges Brassens.

Léo Noël chant, accompagné par Jean Claudric et son Orchestre. 
Enregistrements au format EP 45 (7")
- 1954 : Léo Noël et Son orgue de Barbarie[22] (Disques Pathé 45 EG 115 Medium)

1. Mon Pote le Gitan (A1) ∫ composé par Jacques Verrières et Marc Heyral.
2. Sur le Pont du nord (A2)  ∫ composé par Jacques Plante et Michel Felkermann.
3. La Goualante du pauvre Jean (B2) ∫ composé par René Rouzaud et Marguerite Monnot.
4. Tout ça parce qu'au bois de Chaville (B1) ∫ composé par Pierre Destailles et Claude Rolland.

Léo Noël chante en s'accompagnant de son orgue de barbarie. Illustration de la pochette : Peynet. Ce disque est souvent référencé avec le titre Peynet à cause de l'illustration de la pochette qui en fait un objet recherché et rare. Réédition de ce disque en 1959 Léo Noël Chante et joue (références : disques Trianon 4311).
- 1958 : Grand-Père[23] (Disques RGM - RGM EP10110)

1. Grand-Père (A1) ∫ de Georges Brassens .
2. Marinette (A2)  ∫ de Georges Brassens.
3. Les Lilas (B1) ∫ de Georges Brassens .
4. Le vin (B2)  ∫ de Georges Brassens.

Léo Noël chant, accompagné par Jean Claudric et son Orchestre. 
- 1962 : Le vieux Pont-Neuf[24] (Disques Vogue EPL 7936)

1. Le vieux Pont-Neuf
2. Trois petites notes de musique
3. La chansonnette
4. La marche des gens heureux

Léo Noël chante en s'accompagnant de son orgue de barbarie.
1. Tu n'es qu'un employé (autre titre enregistré en 1962[25]) ∫ Paroles: Ernest Dumont. Musique: Ferdinand-Louis Bénech (1923)

Enregistrements au format Lp 33 (12")
- 1980 : Un Orgue Au Coin De La Rue (Disques Pathé Marconi EMI Selection 286 Sm 10)Léo Noël chante en s'accompagnant de son orgue de barbarie.

Compilations d'artistes (CD)
- 1998 : Un soir à l'Écluse (Enregistrement en public - Edition CD augmentée) (Disque EPM/ADES SP18[26])

1. La voix du sang (A1) - 2:40 ∫ Interprétée par Caroline Cler
2. La Guerre (A2) - 2:45 ∫ Interprétée par Jacques Grello
3. La marchande de fleurs (A3) - 1:47 ∫ Interprétée par Brigitte Sabouraud
4. Plan de Paris (A4) - 1:17 ∫ Interprétée par Agnès Capri
5. Dans la sciure (A5) - 1:55 ∫ Interprétée par Agnès Capri
6. Un souper chez Borgia (A6) - 2:35 ∫ Interprétée par Marc & André
7. Souvenance (A7) - 2:05 ∫ Interprétée par Barbara
8. Pot pourri (B1) - 4:25 ∫ Interprétée par Léo Noël
9. Les clowns (B2) - 3:10 ∫ Interprétée par Giani Esposito
10. L'amnésique (B3) - 4:40 ∫ Interprétée par Jacques Fabbri
11. La chose aurait pu (B4) - 2:46 ∫ Interprétée par Cora Vaucaire
12. La complainte de Mackie  - 2:10 ∫ Interprétée par Léo Noël
13. Les péchés capitaux - 3:10 ∫ Interprétée par Jacques Grello
14. La complainte de la jeune nonne contre son cœur - 2:47 ∫ Interprétée par Brigitte Sabouraud
15. La chanson du pharmacien - 1:38 ∫ Interprétée par Marc & André
16. Un vieux boxeur - 2:10 ∫ Interprétée par Giani Esposito

Disque de 1959 enregistré en public au cabaret complété par 5 titres en public numérotés ici 12 à 16 qui figuraient sur la première version de ce disque sorti en 1958 (références : Disques Vega VEGA n° V 30 S 800. À noter que les titres sur cd ont été mixés dans un ordre différent : la présentation adoptée ici reprend la version disque Lp de 1959.
On retrouve Léo Noël sur 2 titres inédits dans cette compilation : Pot pourri et La complainte de Mackie.

### Bandes Originales de Long-métrage
- 1951 : Film La Maison Bonnadieu - Paroles de Carlo Rim, musique de Georges Van Parys. Enregistrement d'un titre par Léo Noël[28].
- 1950 : Film d'animation La Bergère et le Ramoneur de Paul Grimault - Musique : Joseph Kosma avec 1 titre interprété par Léo Noël avec son Orgue de Barbarie[29].

### Autres enregistrements
- Complainte Sur La Machine Infernale - Avec André Castelot (diction) ; Jean-Christophe Benoît (baryton) et Léo Noël (orgue de barbarie) ∫ Enregistrement et Disque commercialisé : Disques ACCORD 200782 1
- 1951 : Participation en tant qu'interprète au récit lyrique De sac et de cordes, de Léo Ferré[30].
- 1953 : L’addition - Enregistrement[31] de Fabien Loris et Léo Noël dans la compilation d'artistes Jacques Prévert VOL.3: 1945-1949 ∫ Disques Polygram 1992.
- 1957: Le joueur d'orgue de barbarie dans le deuxième épisode de La Caméra explore le Temps: Le Sacrifice de Madame de Lavallette
- 1960 : La Légende de la Bête du Gévaudan ∫ Disque Vega - Vega F35S3012.

1 titre seulement : Complainte ancienne chantée par Léo Noël.

### Compositions et paroles
- À quatre heures du matin
- La complainte des infidèles
- Tu n'es qu'un employé

### Archives Presse et papiers
- Bibliothèque nationale de France : Cabaret L’Écluse : Ensemble de documents concernant le Cabaret L’Écluse et son fondateur[38].

Donation de Monsieur Marc Chevalier, fonds entré en 2008 au département des Arts du spectacle. Le fonds se compose des archives du cabaret (administration, programmation, presse, photographies) et de documents concernant la carrière du duo Marc et André, dont des partitions et des disques.